# Principat de Bhadra (Províncies Centrals)
Bhadra fou un estat tributari protegit del tipus zamindari, al districte de Balaghat, a les Províncies Centrals, avui Madhya Pradesh. La capital era Bela. El centre de l'estat estava situat a 21° 25′ N, 80° 33′ E / 21.417°N,80.550°E i tenia una superfície de 332 km² amb una població el 1881 de 18.555 habitants repartits en 62 pobles.
El zamindari fou concedit pel subadar (governador províncial) de Lanji al final del segle XVIII a Zain al-Din Khan, un cap afganès, en la família del qual es va conservar.